# واي:الرجل الأخير
واي:الرجل الأخير (بالإنجليزية: Y: The Last Man) هي سلسلة كوميكس نهاية العالم وما بعدها وخيال علمي من كتابة بريان فون وبيا غيرا تم نشرها في فيرتقو من 2002 إلى 2008.من المقرر عمل مسلسل مقتبس من الكوميكس.